# Адаменко, Екатерина Захаровна
Екатерина Захаровна Ада́менко (укр. Катерина Захарівна Адаменко; 7 ноября 1918, Бородянка — 21 мая 2012, Киев) — советская легкоатлетка и тренер, заслуженный мастер спорта СССР (1950). Отличник физической культуры (1948).
Неоднократная чемпионка СССР и Украины по пятиборью, прыжкам в длину и беге на 80 и 100 метров с барьерами. Мать Олега Блохина.

## Биография
Родилась 7 ноября 1918 года в селе Бородянке времени Украинского Государства гетмана Павла Скоропадского (Киевской области).
В 13 лет переехала в Киев. В 1932—1935 годах училась в школе фабрично-заводского ученичества при киевской фабрике имени М. Горького. В 1935—1936 годах работала на этой фабрике. В 1938—1941 годах — тренер ДСО «Швейники».
В 1936 году принимала участие в общегородском легкоатлетическом кроссе по маршруту Бессарабка — «Красный стадион» (ныне — НСК «Олимпийский») и неожиданно для всех выиграла забег. Талантливую спортсменку-любительницу немедленно пригласили в сборную Киева по легкой атлетике. Чемпионка СССР (1940), в 1936—1952 годах — рекордсменка, член сборных команд УССР и СССР (пятиборье, прыжки в длину, бег на 80 и 100 метров с барьерами). За годы выступлений за сборные Киева и республики установила 87 рекордов УССР.
Перед Великой Отечественной войной вышла замуж. Родила сына Николая. С началом войны её с маленьким сыном эвакуировали в российскую глубинку, куда пришла похоронка на первого мужа Адаменко. В середине 1940-х познакомилась со своим вторым мужем — офицером МВД Владимиром Ивановичем Блохиным. В 1950 году вторично вышла замуж. В 1952 году у них родился сын Олег. Материнство не помешало ей войти в состав олимпийской сборной СССР на летних Олимпийских играх в Хельсинки.
В 1944—1958 годах — преподаватель, позже старший преподаватель Киевского университета. В 1958 году окончила Киевский институт физической культуры. С 1958 года — на кафедре физического воспитания Киевского инженерно-строительного института, где проработала более 50 лет. Подготовила 6 мастеров спорта и 38 кандидатов в мастера спорта. Три созыва была депутатом Соломенского районного совета.
Умерла 21 мая 2012 года. Похоронена на Байковом кладбище (участок № 33).